# Muž, který zabil
Muž, který zabil (v anglickém originále Levity) je americko-francouzský dramatický film z roku 2003. Režisérem filmu je Ed Solomon. Hlavní role ve filmu ztvárnili Billy Bob Thornton, Morgan Freeman, Holly Hunter, Kirsten Dunst a Manuel Aranguiz.

## Obsazení
| Billy Bob Thornton | Manual Jordan      |
| Morgan Freeman     | Miles Evans        |
| Holly Hunter       | Adele Easley       |
| Kirsten Dunst      | Sofia Mellinger    |
| Manuel Aranguiz    | Senor Aguilar      |
| Geoffrey Wigdor    | Abner Easley       |
| Luke Robertson     | mladý Abner Easley |
| Dorian Harewood    | Mackie Whittaker   |